# Max Baucus
Maxwell Sieben Enke Baucus (Helena, Montana, 11 de diciembre de 1941) es un político estadounidense.
Próximamente asumirá su cargo como embajador en China. Desde el 15 de diciembre de 1978 hasta el 6 de febrero de 2014 representó al estado de Montana en el Senado de los Estados Unidos,  habiendo sido la persona que más años representó a Montana en el Senado. Fue muy influyente en el debate que llevó a la sanción legislativa de Obamacare. Próximamente será reemplazado por John Walsh.